# The Music Never Stops
The Music Never Stops — концертный альбом американской джазовой певицы Бетти Картер. Композиция, представляющая собой смесь оригинального материала и стандартов, была записана 29 марта 1992 года в зале Аарона Дэвиса в Нью-Йорке в рамках одного из самых ранних сезонов Jazz at Lincoln Center. В альбоме, который был выпущен лейблом Blue Engine Records в 2019 году, Картеру аккомпанируют различные ансамбли, от небольших групп до биг-бэнда и струнной секции. Запись ознаменовала первый посмертный релиз ранее неслыханной музыки Картер и вышла через 22 года после её предыдущего релиза.
Картер получила стипендию мастера джаза NEA в 1992 году, и использовала часть гонорара для финансирования концерта. Она разработала программу и планировку сцены таким образом, чтобы все музыканты находились на сцене в течение всего концерта, что позволяло ей переключаться между ансамблями без пауз. Уинтон Марсалис, художественный руководитель джаза в Линкольн-центре, вспоминал: «Она собрала три трио и биг-бэнд на одной сцене и металась между разными ансамблями, плавно и без усилий переходя от жгучего бибопа, глубоко прочувствованных баллад и оригинального материала, для которого нет описания. Она измотала этих музыкантов своей выносливостью».

## Отзывы критиков
В статье для NPR Нейт Чинен описал Картер как «ловкую и непревзойденную» и назвал выступление «концертом грандиозных, беззастенчивых амбиций, прославляющим великолепное мастерство Картер». Стив Элман из The Arts Fuse написал: «Сумма частей здесь намного больше, чем реализация любой отдельной мелодии. Концерт набирает эмоциональный импульс по ходу выступления, что приводит к незабываемым результатам… прослушивание этих 76 минут вернуло мне Бетти Картер к жизни, пусть и на крошечный промежуток времени». Джон У. Поуз из Columbia Daily Tribune назвал альбом «чистым золотом» и «волнующим» и заявил, что он «напоминает нам, какой особенной была Картер, знаменосец и хранитель джаза». Он прокомментировал: «Материал здесь увлекает слушателя, создавая динамичный, текучий, энергичный, проникновенный грув от начала до конца… Музыка никогда не останавливается служит восхитительным образцом как организаторских способностей Картер, так и её полной музыкальности». Марк Майерс, пишущий для All About Jazz, отметил, что «Картер не всем по вкусу», но заметил: «как только ваше ухо привыкает к её подходу к голосу как инструменту, вы начинаете понимать, что у неё прекрасный тембр и что каждая песня была замечательно переделана». Писатель Рауль Да Гама заявил: «Повсюду мисс Картер ослепительна и всегда дает понять, что ей не нужен аккомпанемент, потому что она могла бы — за десять центов — заменить любой инструмент в струнной секции, биг-бэнде или небольших ансамблях… она лепит каждую фразу и дразнит длинными выдумками реплик… придавать новый смысл и глубокие эмоции каждой песне так, как никто, кроме Бетти Картер, не может и никогда не делал и как никто не делал с тех пор». В обзоре The New York Times презентации того же материала предыдущим вечером Стивен Холден написал: «Идея музыкальной преемственности придала вечеру естественное ощущение тематических приливов и отливов… Независимо от того, насколько далеко мисс Картер отклоняется от знакомой мелодии, она твердо придерживается эмоционального смысла текста… она демонстрирует скорбное принятие изменений в жизни — горе, которое компенсируется ещё более сильным утверждением жизнестойкости».

## Список композиций
1. «Ms. B.C.» (Памела Уотсон)
2. «Make It Last» (Дик Хеймс)
3. «30 Years» (Бетти Картер)
4. «Why Him? / Where or When / What’s New?» (Бертон Лейн, Алан Джей Лернер / Ричард Роджерс, Лоренц Харт / Боб Хаггарт, Джонни Берк)
5. «Tight! / Mr. Gentleman» (Бетти Картер)
6. «Social Call» (Джиджи Грайс, Джон Хендрикс)
7. «Moonlight in Vermont» (Джон Блэкберн, Карл Зюссдорф)
8. «The Good Life» (Джон Блэкберн, Карл Зюссдорф)
9. «Bridges» (Бетти Картер)
10. «If I Should Lose You» (Лео Робин, Ральф Рейнджер)
11. «Most Gentlemen Don’t Like Love» (Коул Портер)
12. «Make Him Believe» (Бетти Картер)
13. «Frenesi» (Альберто Домингес, Леонард Уиткэп)

## Участники записи
- Бетти Картер-вокал (треки 2-13)
- Сайрус Честнат — фортепиано (3-5, 8, 9, 11, 12)
- Джери Аллен — фортепиано (10)
- Ариэль Роланд — контрабас (3-5, 8, 9, 11)
- Грег Хатчинсон — ударные (3-7)
- Кларенс Пенн — ударные (8, 9, 11)

Струнные (2, 12)
- Джери Аллен — дирижёр (12)
- Жанна Леблан — виолончель
- Акуа Диксон — виолончель
- Джули Грин — виолончель
- Брюс Ванг — виолончель
- Джон Бил — контрабас
- Дэйв Финк — контрабас

Биг-бэнд (1, 2, 6, 7, 13)
- Джерри Доджион- альт-саксофон
- Рик Уолд — альт-саксофон
- Алекс Фостер — тенор-саксофон
- Лу Марини — тенор-саксофон
- Джо Темперли — баритон-саксофон
- Лью Солофф — труба
- Эрл Гарднер -труба
- Рон Тули — труба
- Камау Адилифу — труба
- Арт Барон — тромбон
- Робин Юбенкс — тромбон
- Джо Рандаццо — тромбон
- Джон Хикс — фортепиано
- Лайл Аткинсон — контрабас
- Кенни Вашингтон — ударные

## Чарты
| Чарт (2019)                                 | Высшая позиция |
| ------------------------------------------- | -------------- |
| США (Billboard Top Jazz Albums)             | 7              |
| США (Billboard Top Traditional Jazz Albums) | 4              |